# Galeria Centrum

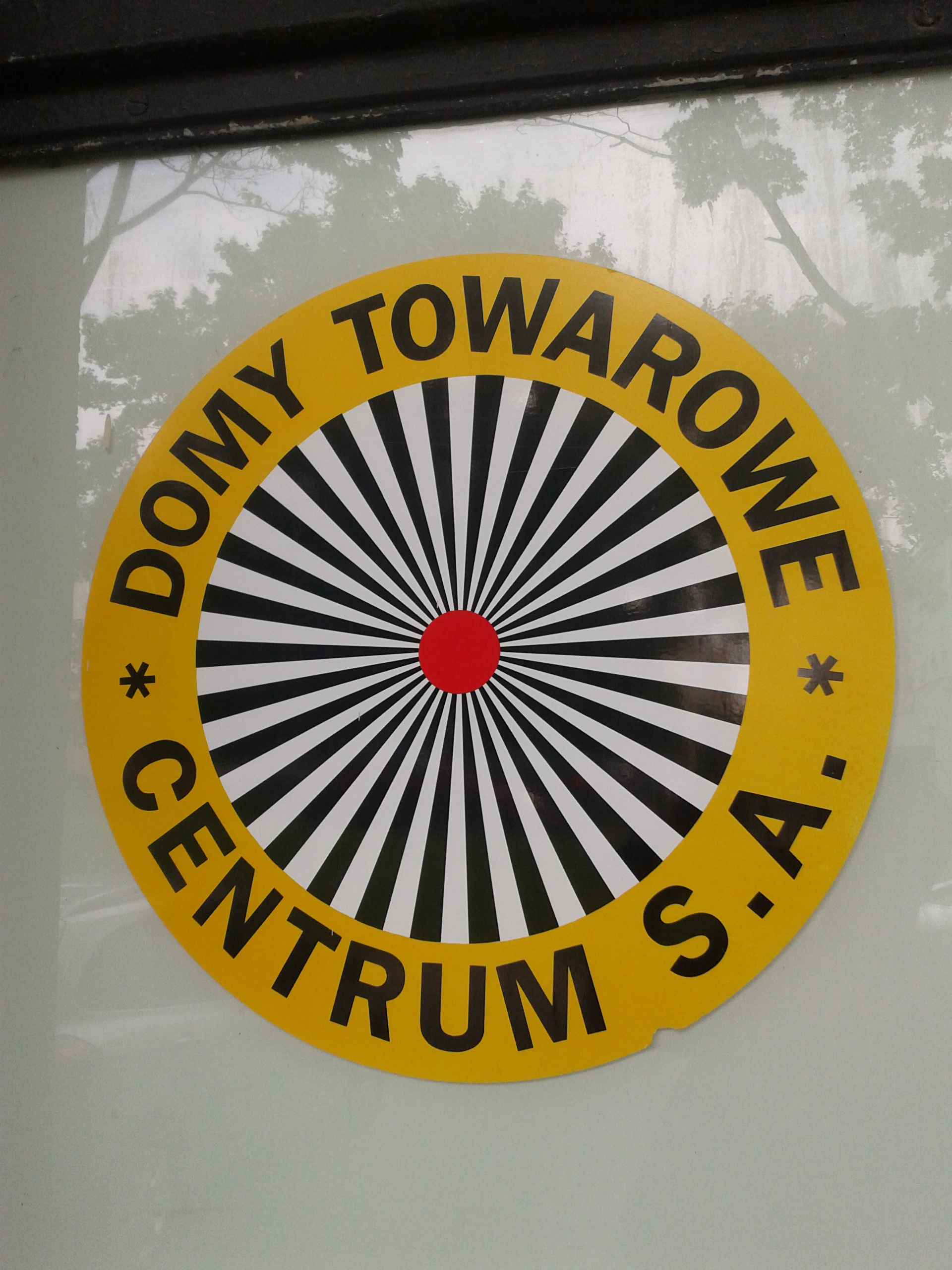
Logo Domów Towarowych Centrum S.A. – spółki powstałej po 1989 roku

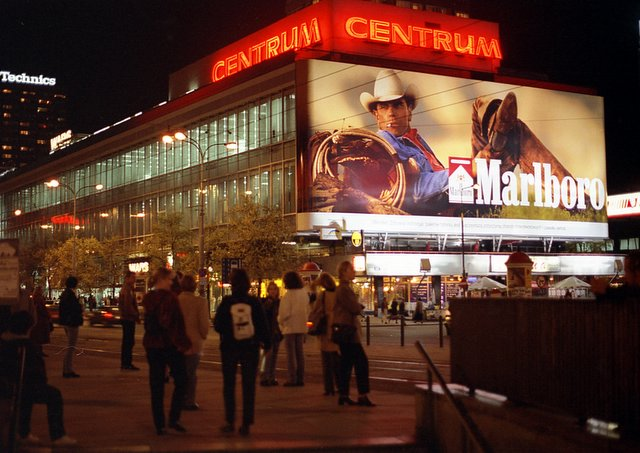
Domy Towarowe Centrum, Ściana Wschodnia w Warszawie, 1999

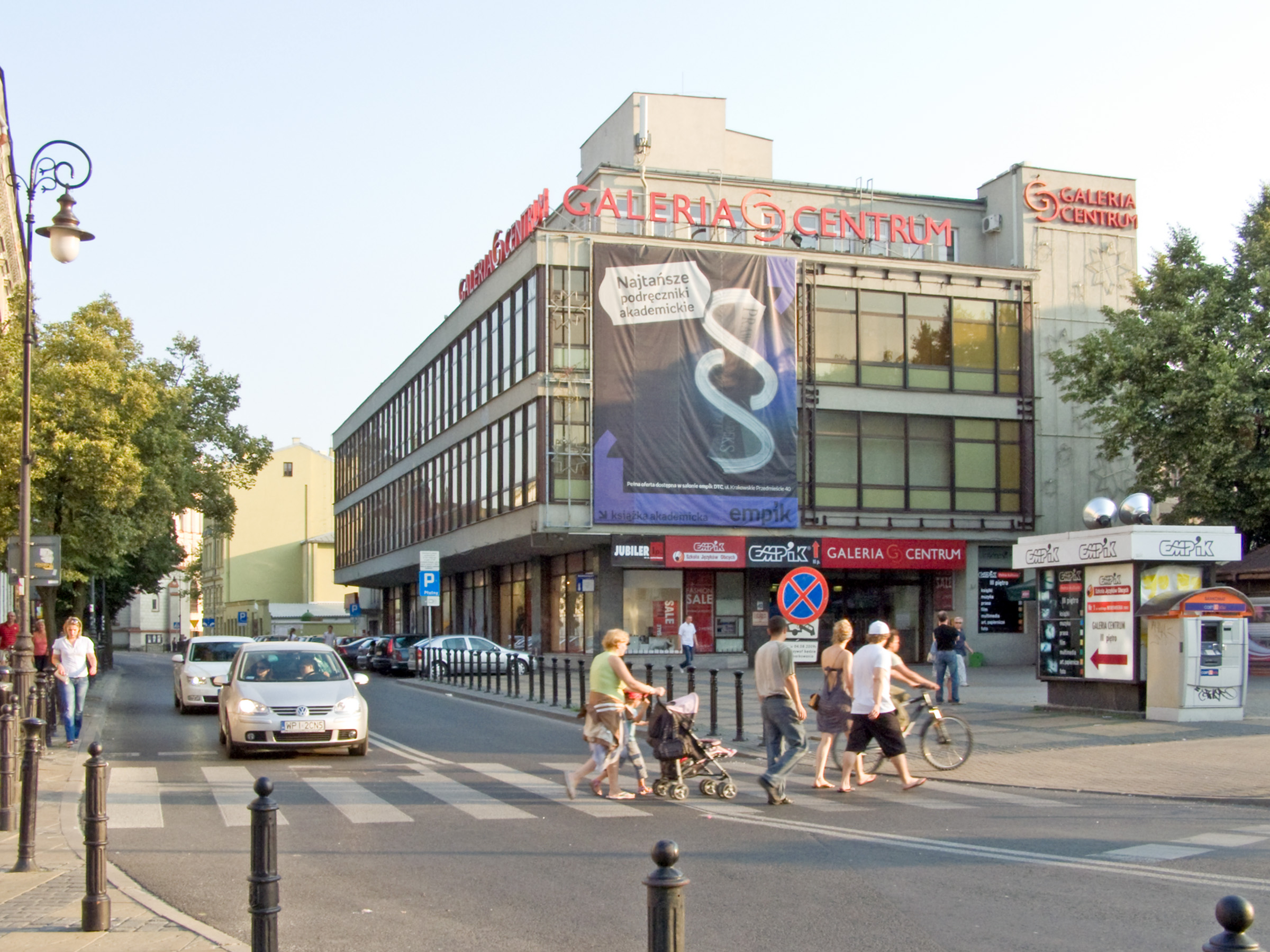
Galeria Centrum w Lublinie

Galeria Centrum – była sieć domów towarowych w dużych miastach Polski, która wywodzi się z funkcjonujących w okresie PRL Powszechnych Domów Towarowych (zwanych popularnie pedetami).

## Spółka
Spółka powstała w 1998 roku i była częścią koncernu NFI Empik Media & Fashion. Pod koniec lat 90. XX wieku firma przejęła akcje pochodzące z prywatyzacji Domów Towarowych Centrum (spółki państwowej, powstałej z przedsiębiorstwa Państwowe Domy Towarowe). W 2006 roku została sprzedana firmie Vistula & Wólczanka S.A., producentowi garniturów.
Sieć sprzedawała ekskluzywne marki odzieżowe (w tym odzież damską, męską, młodzieżową, a także bieliznę) oraz obuwie, wyposażenie wnętrz, kosmetyki i perfumy. Wśród marek dostępnych na ogół wyłącznie w sieci Galeria Centrum były m.in. Frodo, Navy, Autograf, Linear oraz inne, m.in. stoiska River Island, Esprit, Wallis czy Tatuum. Sieć domów towarowych Galeria Centrum opierała się głównie na pedetach, funkcjonujących w okresie PRL w głównych miastach Polski, a także otwierała nowe sklepy w centrach handlowych.
30 marca 2009 spółka Galeria Centrum Sp. z o.o. zgłosiła wniosek o upadłość z możliwością zawarcia układu.
2 lipca 2009 krakowski sąd rejonowy wydał postanowienie o ogłoszeniu upadłości z możliwością zawarcia układu Galerii Centrum.
Pod koniec września 2009 Sąd Rejonowy w Krakowie wydał decyzję o zmianie postanowienia i ogłoszeniu upadłości likwidacyjnej. Przesłankami tej decyzji była utrata płynności finansowej spółki, rosnące zadłużenie oraz brak porozumienia z wierzycielami.